# Polyalthia jambosifolia
Polyalthia jambosifolia är en kirimojaväxtart som först beskrevs av Henry Nicholas Ridley, och fick sitt nu gällande namn av David Mark Johnson. Polyalthia jambosifolia ingår i släktet Polyalthia och familjen kirimojaväxter. Inga underarter finns listade i Catalogue of Life.